# ツォツィル族
ツォツィル族（ツォツィルぞく、英: Tzotzil）は、チアパス高地に暮らすマヤ人の一派である。サン・クリストバル・デ・ラス・カサスにおいてツェルタル族と共に人口の一定の割合を占めている。

## 歴史

### 古代
西マヤ語を話す集団のうち、高地からチョラン・ツェルタラン語（英: Cholan-Tzeltalan）の祖語を話す人々が下った。紀元前後にチョラン語とツェルタラン語を話す集団に分化し、後者がツォツィル族やツェルタル族の先祖となった。この先祖ツェルタラン人は西暦400年頃に中部地域から再び高地へと移動し、サン・クリストバル・デ・ラス・カサス周辺の山間部を開拓したと考えられている。

### 現代
1990年代、北米自由貿易協定発効による先住民農業への打撃が懸念される中、先住民に対しては制度的革命党（PRI）政権による抑圧的な体制が敷かれていた。これに対しツォツィル族の一部はツェルタル族と共にサパティスタ民族解放軍を結成し1994年に蜂起 (en) を起こしたように、当初は武力を中心とした手段により民族の権利拡大を図ろうとした。なおラス・アベハスのようにもとよりこうした武力闘争は行わず、穏健な活動方針を貫きつつ権利拡大を目指そうとする団体も存在した。しかしラス・アベハスはPRI派の準軍事組織から一方的にサパティスタ同様敵視され、この険悪な関係性はやがて1997年末のアクテアル虐殺事件の発生につながることとなる。
警察の監視が十分に行き届かない地域においては先住民が自治のために銃器を所持し、実際に撃ち合いが生じることが多々あったと伝えられている。

## 生活・産業
焼畑農法を中心とした農業を営む。特にトルティーヤの材料となるトウモロコシは主要な作物である。他にもカボチャや豆類、温暖な谷地におけるコーヒーやバナナ栽培、寒冷な山地におけるリンゴやジャガイモの栽培も行っている。

## 宗教

### 概要
宗教はスペイン人によりもたらされたカトリックと伝統宗教のシンクレティズムである。特に顕著な例としてシナカンタン村の例が挙げられる。聖人崇拝にまつわる祭礼が行われる一方で、ツォツィル族は世界あるいは宇宙を四角形で捉え、その四隅をバシャク・メン（Vaxakmen）という神が支えていると信じている。ツォツィル語で「我らの聖なる父」を表すチュルトティク（jch'ul-totik）は太陽のことを指すと共にカトリックの聖人との関連付けがなされ、「我らの聖なる母」を表すチュルメティク（jch'ul-me'tik）は月を表すと同時に聖母マリアとの関連付けがなされている。またシナカンタンでは十字架の立てられた山への巡礼も行われる。

### 霊魂についての観念
ツォツィル族が捉える霊魂には大きく分けて二種類のものが存在する。一つは生きている人間の肉体に備わっているもので、シナカンタン方言ではチュレル（ch'ulel）、チャムーラ方言ではアニマ（anima）と呼ぶ。もう一方は個々人に対応する様々な動物の霊（シナカンタン方言ではワイヘル (wayhel) またはチャヌル (chanul)、チャムーラ方言ではチュレルまたはvayijelという）で、山に棲むと信じられている。こうした動物守護霊の概念には古典期マヤにおけるウァイ (en) に通ずるものがある。病気の原因も特定の悪い動物霊の仕業であると捉えられ、イロル（j'ilol）と呼ばれるシャーマンがこれに対処する。

### カルゴ・システム
またシナカンタンやチャムーラに共通するものとして、カルゴ・システムが挙げられる。これは宗教的な階層秩序であり大別すると四種類の役職に分けられる。役職者には祭祀センターへの居住が義務付けられる。